# Атентат на Јулија Цезара
Атентат на Гаја Јулија Цезара била је завера неколико римских сенатора, вођених од стране Марка Јунија Брута, Гаја Касије Лонгина и Децима Јуније Брута, на диктатора Римске републике, Јулија Цезара. Цезар је бивао боден до своје смрти. Атентат се одиграо у Помпејском позоришту, 15. марта 44. године п. н. е.
Сенат је јануара 44. Цезара, који је већ био диктатор, именовао за трајног диктатора. Овим потезом, многи сенатори конзервативне фракције Оптимати су страховали од тога да Цезар жели да свргне Републику и успостави монархију. Како би сачували Републику, донет је договор да се Цезар убије. Упркос његовој смрти, завереници нису успели да обнове институције Републике. 
Атентат је касније довео до ослободилачког грађанског рата и на крају до појаве Принципата. 

## Узроци
Цезар је служио Републици осам година у Галским ратовима, у потпуности освојивши област Галије (отприлике еквивалент данашњој Француској). Након што је римски Сенат захтевао од Цезара да распусти своју војску и врати се кући као обичан грађанин, он је то одбио, прешавши са својом војском Рубикон и гурнувши Рим у Цезаров грађански рат 49. п. н. е. Након што је победио последњу опозицију, Цезар је почетком 44. п. н. е. постављен за „вечитог диктатора“ (dictator perpetuo). Римски историчар Тит Ливије описује три инцидента који су се десили од 45. до 44. п. н. е. као коначне узроке Цезаровог убиства – „три последње капи“ што се тиче неких Римљана.
Први инцидент се догодио у децембру 45. п. н. е. или можда почетком 44. п. н. е. Према римском историчару Касију Диону, након што је Сенат изгласао да Цезару додели велику групу почасти, одлучили су да му их званично уруче и као сенаторска делегација кренули су у храм Венере Генетрикс. Када су стигли, бонтон је тражио од Цезара да устане да поздрави сенаторе, али он није устао. Такође се нашалио на рачун њихових вести, рекавши да његове почасти треба да се смање уместо да се повећају.  Римски историчар Светоније је писао (скоро 150 година касније) да Цезар није устао у храму, било зато што га је спречио конзул Луције Корнелије Балбус или да је одбио да устане.  Без обзира на образложење, Цезар је практично одбацивањем сенаторског поклона и непризнавањем присуства делегације на одговарајући начин остављао снажан утисак да му више није стало до Сената.
Други инцидент догодио се 44. п. н. е. Једног дана у јануару, трибуни Гај Епидије Марул и Луције Цезеције Флавус открили су венац на глави статуе Цезара на Ростри на Римском форуму. Према Светонију, трибуни су наредили да се венац скине јер је био симбол Јупитера и краљевске породице. Нико није знао ко је поставио венац, али је Цезар сумњао да су трибуни уредили да се она појави како би имали част да је скину. Ствари су ескалирали убрзо након тога када је Цезар јахао на коњу долазећи у Рим Апијевим путем. Неколико чланова окупљене гомиле ословило га је као rex („краљ“), на шта је Цезар одговорио: „Ја нисам Рекс, већ Цезар“ („Non sum Rex, sed Caesar“). Ово је била игра речи; „Рекс“ је било презиме, као и латинска титула. Марул и Флавус, поменути трибуни, нису схватили ово као шалу и наредили су да се ухапси човек који је први узвикнуо „rex“. На каснијем састанку Сената, Цезар је оптужио трибуне да покушавају да створе опозицију према њему, и дао је да се уклоне са дужности и чланства у Сенату.  Римски плебс је озбиљно схватао своје трибуне као представнике обичног народа; Цезаров поступак против трибуна довео га је на погрешну страну јавног мњења.
Трећи инцидент се догодио на фестивалу Луперкалије, 15. фебруара 44. п. н. е. Марко Антоније, који је био изабран за ко-конзула са Цезаром, попео се на Ростру и ставио венац на Цезарову главу, рекавши: „Народ вам то даје преко мене“. Док је неколицина чланова гомиле аплаудирала, већина је одговорила ћутањем. Цезар је скинуо венац са своје главе; Антоније га је поново ставио на њега, само да би добио исти одговор од гомиле. Коначно, Цезар га је оставио по страни да га употреби као жртву Јупитеру. „Само Јупитер од свих Римљана је краљ“, рекао је Цезар, што је наишло на одушевљени одговор гомиле. У то време, многи су веровали да је Цезарово одбијање венца начин да види да ли има довољно подршке да постане краљ, и презирали су га због тога.
Према Светонију, Цезарово убиство се на крају догодило првенствено због забринутости да је желео да се крунише за краља Рима. Ову забринутост су погоршале „три последње капи“ из 45. и 44. п. н. е. За само неколико месеци, Цезар није испоштовао Сенат, уклонио народне трибуне и поигравао се монархијом. До фебруара се рађала завера која је довела до његовог убиства.

## Завера
Завера за атентат на Јулија Цезара почела је састанком Касија Лонгина и његовог зета Марка Брута увече 22. фебруара 44. п. н. е. када су се после неке расправе њих двојица сложили да нешто мора да се уради, да се спречи Цезара да постане краљ Римљана.
Њих двојица су тада почели да регрутују друге. Иако је био потребан само један човек да убије другог, Брут је веровао да да би се убиство Цезара сматрало легитимним уклањањем тиранина, учињено за добробит њихове земље, мора укључити велики број водећих људи Рима.  Покушали су да постигну равнотежу: имали су за циљ да регрутују довољно људи да опколе Цезара и да се боре против његових присталица, али не толико да би ризиковали да буду откривени. Више су волели пријатеље него познанике и нису регрутовали ни несавесну омладину ни нејаке старешине. На крају, завереници су регрутовали сенаторе близу четрдесет година, колико су и они сами имали. Њих двојица су процењивали сваког потенцијалног регрута невиним питањима. Древни извори извештавају да се на крају око шездесет до осамдесет завереника придружило завери, иако је последњи број можда грешка преписивача.